# Campionats del món de ciclisme en ruta de 1922

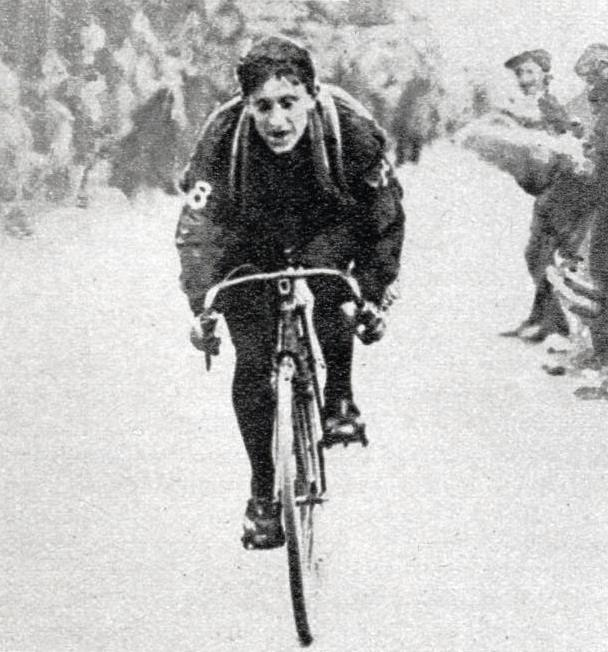
Fotografia de David Marsh, vencedor de la prova en ruta.

Els Campionats del món de ciclisme en ruta de 1922 es disputaren el 3 d'agost de 1922 a Liverpool (Anglaterra).

## Palmarès
| Proves :                 | Or                       | Or         | Plata                        | Plata    | Bronze                     | Bronze   |
| Amateurs                 |                          |            |                              |          |                            |          |
| Cursa en línia masculina | David Marsh · Regne Unit | 5h 07' 27" | William Burkill · Regne Unit | + 1' 20" | Charles Davey · Regne Unit | + 5' 27" |

## Medaller
| Posició | País       | Or | Plata | Bronze | Total |
| 1       | Regne Unit | 1  | 1     | 1      | 3     |
| Total   | Total      | 1  | 1     | 1      | 3     |